# Campionato nordamericano di calcio 1991
Il Campionato nordamericano di calcio 1991 (North American Nations Cup 1991) fu la seconda competizione calcistica per nazione organizzata dalla NAFU. La competizione si svolse negli Stati Uniti dal 12 marzo al 16 marzo 1991 e vide la partecipazione di tre squadre: Canada, Messico e Stati Uniti.
Questa fu l'ultima edizione del Campionato nordamericano: nel 1991 venne istituita la CONCACAF Gold Cup alla quale le tre nazionali sono ammesse di diritto.
La NAFU (confederazione regionale della CONCACAF) organizzò questa competizione nel 1990 e nel 1991 (North American Nations Cup). Altre due edizioni furono organizzate dalla NAFC nel 1947 e nel 1949. Il Canada non partecipò alle prime due edizioni nonostante fosse stato membro fondatore della NAFC.

## Formula
- Qualificazioni

Nessuna fase di qualificazione. Le squadre sono qualificate direttamente alla fase finale.
- Fase finale

Girone unico - 3 squadre: giocano partite di sola andata. La prima classificata si laurea campione NAFU.

## Stadi
| Los Angeles                   | Torrance          |
| ----------------------------- | ----------------- |
| Los Angeles Memorial Coliseum | El Camino College |
| Capienza: 93.607              | Capienza: 12.127  |
|                               |                   |
| Los Angeles Torrance          |                   |

## Squadre partecipanti
| Pr. | Squadra     | Data di qualificazione certa | Partecipante in quanto | Partecipazioni precedenti al torneo | Ultima presenza |
| --- | ----------- | ---------------------------- | ---------------------- | ----------------------------------- | --------------- |
| 1   | Canada      | -                            | Qualificata di diritto | 1 (1990)                            | Canada 1990     |
| 2   | Messico     | -                            | Qualificata di diritto | 3 (1947, 1949, 1990)                | Canada 1990     |
| 3   | Stati Uniti | -                            | Qualificata di diritto | 3 (1947, 1949, 1990)                | Canada 1990     |

Nella sezione "partecipazioni precedenti al torneo", le date in grassetto indicano che la nazione ha vinto quella edizione del torneo, mentre le date in corsivo indicano la nazione ospitante.

## Fase finale

### Girone unico

#### Classifica
| Pos | Squadra     | P.ti | G | V | N | P | GF | GS | DR |
| --- | ----------- | ---- | - | - | - | - | -- | -- | -- |
| 1   | Messico     | 3    | 2 | 1 | 1 | 0 | 5  | 2  | +3 |
| 2   | Stati Uniti | 3    | 2 | 1 | 1 | 0 | 4  | 2  | +2 |
| 3   | Canada      | 0    | 2 | 0 | 0 | 2 | 0  | 5  | -5 |

#### Risultati
| Arbitro: | Mario López |

|                           |           |                        |
| Washington 44’ Murray 89’ | Marcatori | 9’ Valdéz 31’ Espinoza |

| Arbitro: | Rodolfo Martínez |

|                        |           |  |
| Alves 5’ 48’ Duana 53’ | Marcatori |  |

| Arbitro: | José Carlo Ortíz |

|                           |           |  |
| Washington 13’ Murray 60’ | Marcatori |  |

## Statistiche

### Classifica marcatori
2 reti
- Luis Roberto Alves
- Bruce Murray
- Dante Washington

1 rete
- Missael Espinoza
- Luis Antonio Valdéz
- Pedro Duana